# سيرجيو فيرجارا
سيرجيو فيرجارا (بالإسبانية: Sergio Vergara)‏ (15 ديسمبر 1989 بأسونسيون في باراغواي - ) هو مدرب كرة قدم ولاعب كرة قدم باراغواياني في مركز الدفاع. شارك مع منتخب باراغواي لكرة القدم. أما مع النوادي، فقد لعب مع سبورتيفو لوكوينو وسيرو بورتينيو ونادي ليبرتاد.

## وصلات خارجية
- سيرجيو فيرجارا على موقع قاعدة بيانات كرة القدم.إي يو (الإنجليزية)
- سيرجيو فيرجارا على موقع ناشيونال فوتبول تيمز (الإنجليزية)
- سيرجيو فيرجارا على موقع Soccerway.com (الإنجليزية)
- سيرجيو فيرجارا على موقع AS.com (الإسبانية)